# Кенни, Джим
Джим Кенни (англ. Jim Kenney; род. 7 августа 1958, Филадельфия, Пенсильвания) — американский политический деятель, мэр Филадельфии с 4 января 2016 года. С 1992 по 2015 годы депутат городского совета Филадельфии. 2 ноября 2015 года выиграл выборы мэра. 5 ноября 2019 был переизбран мэром на второй срок.

## Биография
Кенни родился в Филадельфии. Отец работал пожарным, и семья жила в Южной Филадельфии. Учился в католической школе. В 1980 году окончил Университет ЛаСалла.
В 1991 году баллотировался в депутаты городского совета Филадельфии. 32-летний Кенни выиграл благодаря поддержке сенатора Винс Фумо.
В 2015 году подал в отставку с поста, чтобы баллотироваться на пост мэра. На первичных выборах Демократической партии получил 55,8 % голосов. 3 ноября 2015 победил на генеральных выборах, получив 85,1 % голосов.
В мае 2019 года, сенатор Энтони Харди Уилямс и Алан Бутковиц участвовали на первичных выборах против Кенни, который получил 66,9 %. Кенни был переизбран в ноябре, получив 80,3 % голосов.